# U-2513
U-2513 – niemiecki okręt podwodny (U-Boot) typu XXI z okresu II wojny światowej. Okręt wszedł do służby w 1944 roku; po wojnie przejęty przez Stany Zjednoczone. Dzięki bardzo dużej pojemności akumulatorów, nowej opływowej linii kadłuba – pozbawionego występów oraz działa, jednostka była jednym z pierwszych okrętów podwodnych w historii zdolnych do rozwijania pod wodą prędkości większej niż na powierzchni. Te same cechy umożliwiały jej znacznie dłuższe niż dotąd pływanie podwodne.
Zamówienie na budowę okrętu zostało złożone w stoczni Blohm & Voss w Hamburgu. Rozpoczęcie budowy okrętu miało miejsce 19 lipca 1944. Wodowanie nastąpiło 14 września 1944, wejście do służby 12 października 1944. Dowódcami byli kolejno: Kptlt. Hans Bungards, (od 27 kwietnia 1945) FrgKpt. Erich Topp.
Okręt odbywał szkolenie w 31. Flotylli, od 1 kwietnia służył w 11. Flotylli jako okręt bojowy. Nie odbył żadnego patrolu bojowego, nie zatopił żadnej jednostki przeciwnika.
Poddany w Horten (Norwegia) 8 maja 1945 roku. 20 maja przebazowany do Oslo, 7 czerwca natomiast do portu Lisahally (Irlandia Północna). Przekazany USA w sierpniu 1945, gdzie był używany do prób. Zatopiony 7 października 1951 na zachód od Key West (Floryda) podczas testów rakietowych przez niszczyciel USS „Robert A. Owens”.